# Djene Barry
Diene Barry (ur. 6 lutego 1982 r. w Konakry) – gwinejska pływaczka, uczestniczka igrzysk olimpijskich.

## Życiorys

### Igrzyska Olimpijskie
Na igrzyskach olimpijskich dwudziestosześcioletnia Barry wystąpiła tylko raz – podczas XXIX Letnich Igrzysk Olimpijskich w 2008 roku w Pekinie. Wzięła udział w jednej konkurencji pływackiej. Na dystansie 50 metrów stylem dowolnym wystartowała w pierwszym wyścigu eliminacyjnym. Z czasem 39,80 zajęła w nim czwarte miejsce, a ostatecznie, w rankingu ogólnym, uplasowała się na osiemdziesiątym dziewiątym miejscu.